# Time Is Running Out (singel Papa Roach)
"Time Is Running Out" − trzeci singel promujący piąty album zespołu Papa Roach zatytułowany The Paramour Sessions.

## Zawartość singla
1. "Time Is Running Out"  − 3:21

## Pozycje na listach przebojów
| Notowanie (2007)                      | Najwyższa pozycja |
| ------------------------------------- | ----------------- |
| U.S. Billboard Modern Rock Tracks     | 17                |
| U.S. Billboard Mainstream Rock Tracks | 15                |